# Барский, Юрий Петрович
Ю́рий Петро́вич Ба́рский (3 июня 1917, Петроград или Екатеринослав — 3 октября 2006, Санкт-Петербург, Россия) — советский шашечный и шахматный деятель.
Мастер спорта СССР. Заслуженный тренер СССР (1967).

## Биография
Родился в Петрограде 3 июня 1917 года, был единственным ребенком в семье.
Окончил Ленинградский кораблестроительный институт.
Участник Великой Отечественной войны, гвардии лейтенант.
Его друг, Вениамин Борисович Городецкий, вспоминал:
К началу Отечественной войны он стал корабелом. Увы, недолго довелось ему корабли строить: Сталинградский фронт, Прохоровка (Курская дуга) и похоронка, пришедшая домой. Горячо любящая жена Клавдия Николаевна не поверила. Хождение по инстанциям завершилось получением второй похоронки («пал смертью храбрых…»). На самом же деле была только клиническая смерть. И возвращение домой состоялось. Правда, с серьёзным повреждением сонной артерии. Его мучили сильные головные боли. Нужно было хирургическое вмешательство. Но подобные операции – только за рубежом, о чем даже тяжело раненному, даже на войне и мечтать не приходится …
И вновь повезло: какой-то московский медик разработал технологию операции, и Барский – первый пациент. Хирург был удостоен Ленинской премии, а у Барского во время операции случилась вторая клиническая смерть. В конечном счете все кончилось благополучно.
Награждён орденом Красной Звезды (1945), орденом Отечественной войны I степени (1985).
Шашками увлекался с детства и именно им посвятил свою жизнь после излечения от ран. Четверть века работал тренером в ленинградском отделении спортобщества «Спартак»; тренер Исера Купермана.
Шашечный композитор, активный пропагандист шашечной и шахматной игр, журналист и литератор. Сотрудничал с журналом «Костёр», радиостанцией «Юность», рижским журналом «Шашки» и другими изданиями.
В 2006 году при неудачном падении сломал шейку бедра, находился на излечении в больнице, где умер 3 октября 2006 года.

### Семья
Супруга Клавдия Николаевна, сын.